# Louis Couperin

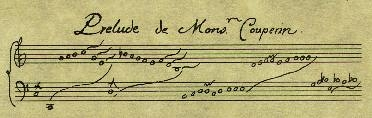
Beginn eines Prélude non mesuré von Louis Couperin

Louis Couperin (* um 1626 in Chaumes-en-Brie; † 29. August 1661 in Paris) war ein französischer Komponist, Organist und Violinist.
Louis Couperin, Onkel von François Couperin, war eines der bekanntesten Mitglieder der Familie Couperin und einer der besten Komponisten für Tasteninstrumente des 17. Jahrhunderts. Über seine ersten 23 Lebensjahre ist wenig bekannt. 1650 nahm ihn Jacques Champion de Chambonnières, berühmter Cembalist, Geiger und Komponist, in Paris unter seine Fittiche. Drei Jahre später trat Louis als erster seiner Dynastie das Organistenamt an St-Gervais an, das er bis zu seinem Tod bekleidete. Zudem spielte er als Organist, Cembalist und Violenspieler im Kammermusikensemble Ludwigs XIV.
Am bemerkenswertesten unter seinen Cembalokompositionen sind seine Préludes non mesurés („Préludes ohne Taktstriche“), die den Einfluss von Johann Jakob Froberger verraten, und seine Chaconnes.
Der Asteroid (6798) Couperin wurde nach ihm benannt.

## Leben
Die meisten Informationen über Couperins Leben stammen aus zwei Quellen. Le Parnasse François, ein Buch von Évrard Titon du Tillet aus dem Jahr 1732, enthält eine biografische Skizze, die bestimmte Details seines Lebens beschreibt, und etwa 30 Orgelstücke, in denen nicht nur das Datum, sondern auch der Ort der Komposition aufgeführt sind. Couperin wurde um 1626 in Chaumes-en-Brie, einer Stadt 40 km südöstlich von Paris, geboren. Sein Vater, Charles (I) Couperin, Sieur de Crouilly, war ein kleiner Landbesitzer und Teilzeitorganist einer örtlichen Kirche. Louis war angeblich bis 1650 ein versierter Cembalist und Geiger (und komponierte bereits zu diesem Zeitpunkt), hatte aber keinerlei Verbindungen zu wichtigen Musikern dieser Zeit. Sein plötzlicher Aufstieg zum Ruhm, welcher zwischen 1650 und 1651 stattfand, wird in Le Parnasse François erklärt. Titon du Tillet schreibt, dass Louis, seine beiden jüngeren Brüder Charles (II) und François und einige ihrer Freunde Jacques Champion de Chambonnières am Fest des Heiligen Jakobus – dem Namenstag von Chambonnières – besuchten. Die Couperins boten dem Gastgeber und seinen Gästen ein kurzes Konzert mit mehreren von Louis komponierten Stücken. Chambonnières war beeindruckt von Louis Couperins Talenten, wurde sein Lehrer und überzeugte ihn, sich in Paris niederzulassen. Dort stellte Chambonnières, der prominenteste französische Cembalist seiner Zeit und Musiker des Königs, den jungen Musiker dem Hof vor. Couperins Talente stießen auf Anerkennung; 1651 lebte er bereits in der Stadt.
Er traf Johann Jakob Froberger mit ziemlicher Sicherheit 1651–1652; Frobergers Stil wird zu einem wichtigen Einflussfaktor für Couperins Musik. Am 9. April 1653 wurde er Organist der Pariser Kirche St-Gervais, wo er 400 Livres pro Jahr plus Unterkunft erhielt. Die Position in dieser alten Kirche war zu dieser Zeit eine der wichtigsten in Frankreich. Irgendwann – höchstwahrscheinlich nachdem er Organist in St-Gervais geworden war – trat Couperin als dreifacher Geigenspieler in den königlichen Dienst ein. Titon du Tillet schreibt, Couperin habe sich aus Loyalität zu seinem alten Freund und Lehrer geweigert, Chambonnières als königlichen Cembalisten zu ersetzen, und so wurde der Posten des Bratschisten speziell für ihn geschaffen. Am 22. Oktober 1655 stand er Pate des Kindes seiner Schwester in Chaumes-en-Brie. Von Juli bis Oktober 1656 und um November 1658 reiste er häufig nach Meudon, wo er wahrscheinlich bei Abel Servien, einem Diplomaten und Staatsmann, angestellt war. Er reiste 1659 mit dem Hof nach Toulouse. In seinen letzten Jahren lebte Couperin mit seinen beiden Brüdern in den Unterkünften des Organisten von St-Gervais. Nach Le Parnasse François starb er am 29. August 1661 im Alter von 35 Jahren.
Seine Brüder spielten beide eine wichtige Rolle bei der Entwicklung der französischen Barockmusik. Es sind keine Kompositionen von François (genannt „Der Ältere“ oder „Couperin de Crouilly“) bekannt, aber seine Familienlinie trug den Namen Couperin bis ins 19. Jahrhundert. Charles (II) Couperin (bekannt als „Couperin-Kadett“) trat die Nachfolge von Louis als Organist in St-Gervais an und brachte 1668 ein Einzelkind hervor, François Couperin, der zu einem der wichtigsten französischen Komponisten des Spätbarock wurde.

## Kompositionen

### Provenienz und Kataloge
Da seine Karriere nur etwa 10 Jahre dauerte, wurde zu seinen Lebzeiten keines von Couperins Werken veröffentlicht. Es gibt zwei wichtige Manuskriptquellen für seine Musik: Das Manuscrit Bauyn (Bibliothèque nationale de France, Rés. Vm7 674–675) ist eine der wichtigsten Quellen für französische Tastenmusik des 17. Jahrhunderts (insbesondere das Werk von Chambonnières und Louis Couperin). Es enthält 122 Cembalostücke von Couperin sowie vier Orgelstücke und 5 Kammerwerke. Das sogenannte Oldham-Manuskript (eine Privatsammlung von G. Oldham), das erst 1957 wiederhergestellt wurde, enthält 70 Orgelwerke von Couperin, von denen 68 in dieser Quelle einzigartig sind. Ebenfalls enthalten sind eine Cembalosuite, vier fünfteilige Kammerfantaisies und zwei Stücke für ein Schalmeien-Ensemble. Dieses Manuskript wurde möglicherweise zumindest teilweise zu Couperins Lebzeiten zusammengestellt und ist die einzige solche Quelle für seine Musik.
Darüber hinaus enthält das Parville-Manuskript 55 Cembalostücke von Couperin, von denen jedoch nur fünf einzigartig sind (der Rest ist im Bauyn-Manuskript enthalten).
Couperins Cembalo-Werke werden üblicherweise mit Nummern bezeichnet, die in der Princeps Éditions de l'Oiseau-Lyre-Ausgabe von 1936 verwendet wurden. Die Ausgabe basierte vollständig auf dem Manuscrit Bauyn, der einzigen damals bekannten Quelle. Die Autoren des Manuskripts ordneten die Stücke nicht in Suiten an, sondern gruppierten Tänze nach Tonart zuerst und anschließend nach Genre. So sind beispielsweise die Nummern 16–19 Courantes in C-Dur, die Nummern 20–25 Sarabandes in C-Dur usw. Einige Ausgaben und Aufnahmen verwenden möglicherweise Davitt Moroneys alternatives Nummerierungsschema, mit dem versucht wird, aus Couperins Tänzen Suiten zu erstellen.
Das Nummerierungsschema für Couperins Orgelstücke spiegelt auch ihre Quelle wider, das Oldham-Manuskript. Hier unternahm der Kopist jedoch keinen Versuch, Stücke in irgendeiner Weise zu gruppieren. Das Manuskript basiert auf mindestens zwei Grand Livres d'orgue, und der Kopist hat offenbar willkürlich Stücke ausgewählt. Die Unterscheidung der vielen Fantasien wird jedoch erleichtert, da Couperin häufig das Datum und manchmal den Ort der Komposition in einer Fußnote angibt. Die Nummern 11 und 19 tragen beispielsweise beide den Titel "Fuge", der erstere trägt jedoch die Aufschrift „Couperin a Meudon le 18e Juillet [Juli] 1656“ und der letztere „Couperin a paris le 1er 7ber [September] 1656“. Dieses außergewöhnliche Merkmal, das für diese Zeit einzigartig ist, ermöglicht es, Couperins Entwicklung als Orgelkomponist von 1650 bis 1659 zu verfolgen, manchmal fast Tag für Tag. Der Cembalist Skip Sempé sowie einige Gelehrte haben aus stilistischen Gründen die Zuordnung sowohl der Cembalostücke des Manuscrit Bauyn als auch der Orgelstücke des Oldham-Manuskripts zu Couperin in Frage gestellt.

### Werke für Cembalo
Tanzsätze machen rund zwei Drittel von Louis Couperins Cembalo-Oeuvre aus; Dazu gehören Courantes, Sarabandes, Allemandes und Gigues (in absteigender Reihenfolge der Anzahl). Die meisten dieser Stücke sind nicht in Suiten überliefert, aber zeitgenössische Künstler ordneten Stücke in derselben Tonart in Ad-hoc-Suiten für eine bestimmte Aufführung oder Aufnahme an. Sein Ruf als Komponist beruht hauptsächlich auf seinen Chaconnes, Passacaillen und Préludes non mesuré. Diese letzteren Stücke, die in einer einzigartigen Notation geschrieben sind (nur ganze Noten, in Gruppen angeordnet und durch anmutige Kurven verbunden), sind von Frobergers Toccaten beeinflusst.

### Werke für die Orgel
Couperins Orgelmusik übte einen großen Einfluss auf europäische Komponisten des 17. Jahrhunderts aus; es stellt den Übergang vom strengen Kontrapunkt im Titelouze-Stil zum farbenfrohen, konzertanten Orgelstil dar, der von Guillaume-Gabriel Nivers und Nicolas Lebègue eingeführt wurde, die spätbarocke Komponisten wie François Couperin und Nicolas de Grigny beeinflussten. Couperin war der erste französische Komponist, der für bestimmte Registrierungen schrieb, und der erste, der springende Divisionsbässe im Divisionsstil für die Bassgambe komponierte. Beide Stilmerkmale gehören zu den bestimmenden Merkmalen der französischen Orgelmusik des 17. und 18. Jahrhunderts.